# Quận Franklin, Florida
Quận Franklin là một quận thuộc tiểu bang Florida, Hoa Kỳ. Quận lỵ đóng ở Apalachicola6. 
Dân số theo điều tra năm 2010 của Cục điều tra dân số Hoa Kỳ là 11549 người.

## Địa lý
Theo Cục điều tra dân số Hoa Kỳ, quận này có diện tích 2660 km2, trong đó có 1270 km2 là diện tích mặt nước.